# Sesué (kommunhuvudort)
Sesué är en kommunhuvudort i Spanien.   Den ligger i provinsen Provincia de Huesca och regionen Aragonien, i den nordöstra delen av landet, 400 km nordost om huvudstaden Madrid. Sesué ligger 1 009 meter över havet och antalet invånare är 129.
Terrängen runt Sesué är huvudsakligen bergig, men den allra närmaste omgivningen är kuperad. Sesué ligger nere i en dal. Runt Sesué är det mycket glesbefolkat, med 7 invånare per kvadratkilometer. Närmaste större samhälle är Castejón de Sos, 4,6 km söder om Sesué. I omgivningarna runt Sesué växer i huvudsak blandskog.